# Perfecto Bobadilla
Perfecto Bobadilla Galeano (ur. 18 kwietnia 1956) – paragwajski bokser wagi lekkopółśredniej, olimpijczyk.
Wystąpił na Letnich Igrzyskach Olimpijskich 1984. W 1/32 finału miał wolny los. W 1/16 finału poniósł jednogłośną porażkę na punkty z Argentyńczykiem Gustavo Ollo 0–5 (279–298).
Odpadł w 1/4 finału Mistrzostw Ameryki Łacińskiej 1979.